# Frantxeska da Rimini
Francesca da Rimini és una òpera en dos actes de Serguei Rakhmàninov, amb llibret de Modest Ilyich Txaikovski. S'estrenà al Teatre Bolxoi de Moscou l'11 de gener de 1906. No s'ha estrenat a Catalunya.	